# Ecuador en la Copa América 2019
La selección de Ecuador fue uno de los doce participantes de la Copa América 2019. Dicho torneo se desarrolló en Brasil, entre el 14 de junio hasta el 7 de julio de 2019. El sorteo de los grupos se realizó el 24 de enero de 2019 a las 18:30 (UTC-5) en el complejo cultural Ciudad de las Artes de Río de Janeiro. Ecuador conformó el Grupo C junto a las selecciones de Uruguay, Chile y Japón.

## Plantilla
La lista definitiva fue anunciada el 20 de mayo de 2019.
| No.   | Pos.               | Jugador             | Fecha de nacimiento (edad)         | Apa.               | Goles              | Club                         |
| ----- | ------------------ | ------------------- | ---------------------------------- | ------------------ | ------------------ | ---------------------------- |
| 1     | POR                | Máximo Banguera     | 16 de diciembre de 1985 (33 años)  | 35                 | 0                  | Barcelona S. C.              |
| 2     | DEF                | Arturo Mina         | 8 de octubre de 1990 (28 años)     | 19                 | 1                  | Yeni Malatyaspor S. K.       |
| 3     | DEF                | Robert Arboleda     | 22 de octubre de 1991 (27 años)    | 13                 | 1                  | São Paulo F. C.              |
| 4     | DEF                | Pedro Pablo Velasco | 29 de junio de 1993 (25 años)      | 6                  | 0                  | Barcelona S. C.              |
| 5     | MED                | Renato Ibarra       | 20 de enero de 1991 (28 años)      | 42                 | 1                  | Club América                 |
| 6     | DEF                | Cristian Ramírez    | 12 de agosto de 1994 (24 años)     | 18                 | 1                  | F. C. Krasnodar              |
| 7     | MED                | Romario Ibarra      | 24 de septiembre de 1994 (24 años) | 7                  | 3                  | Minnesota United F. C.       |
| 8     | MED                | Carlos Gruezo       | 19 de abril de 1995 (24 años)      | 23                 | 0                  | F. C. Dallas                 |
| 9     | DEL                | Carlos Garcés       | 1 de marzo de 1990 (29 años)       | 2                  | 0                  | Delfín S. C.                 |
| 10    | DEL                | Ángel Mena          | 21 de enero de 1988 (31 años)      | 13                 | 1                  | Club León                    |
| 11    | MED                | Ayrton Preciado     | 17 de julio de 1994 (24 años)      | 11                 | 0                  | Club Santos Laguna           |
| 12    | POR                | Pedro Ortiz         | 19 de febrero de 1990 (29 años)    | 0                  | 0                  | Delfín S. C.                 |
| 13    | DEL                | Enner Valencia      | 4 de noviembre de 1989 (29 años)   | 46                 | 27                 | Tigres de la UANL            |
| 14    | DEF                | Xavier Arreaga      | 28 de septiembre de 1994 (24 años) | 1                  | 0                  | Seattle Sounders F. C.       |
| 15    | MED                | Jefferson Intriago  | 4 de junio de 1996 (23 años)       | 5                  | 0                  | Liga Deportiva Universitaria |
| 16    | MED                | Antonio Valencia    | 4 de agosto de 1985 (33 años)      | 93                 | 11                 | Manchester United F. C.      |
| 17    | DEF                | José Quintero       | 20 de junio de 1990 (28 años)      | 1                  | 0                  | Liga Deportiva Universitaria |
| 18    | MED                | Jefferson Orejuela  | 14 de febrero de 1993 (26 años)    | 15                 | 0                  | Liga Deportiva Universitaria |
| 19    | DEF                | Beder Caicedo       | 13 de mayo de 1992 (27 años)       | 4                  | 0                  | Barcelona S. C.              |
| 20    | MED                | Andrés Chicaiza     | 3 de abril de 1992 (27 años)       | 0                  | 0                  | Liga Deportiva Universitaria |
| 21    | DEF                | Gabriel Achilier    | 24 de marzo de 1985 (34 años)      | 51                 | 1                  | Club Monarcas Morelia        |
| 22    | POR                | Alexander Domínguez | 5 de junio de 1987 (32 años)       | 48                 | 0                  | C. A. Vélez Sarsfield        |
| 23    | MED                | Jhegson Méndez      | 26 de abril de 1997 (22 años)      | 7                  | 0                  | Orlando City S. C.           |
| D. T. | Hernán Darío Gómez | Hernán Darío Gómez  | Hernán Darío Gómez                 | Hernán Darío Gómez | Hernán Darío Gómez | Hernán Darío Gómez           |

## Amistosos previos
| 7 de septiembre de 2018, 19:45 (UTC-4) | Jamaica | 0:2 (0:1) | Ecuador                                | Red Bull Arena, Harrison, Estados Unidos |                                 |
|                                        |         |           | E. Valencia 17' (pen.) · R. Ibarra 49' | Asistencia: 23 411 espectadores          | Asistencia: 23 411 espectadores |

| 11 de septiembre de 2018, 19:15 (UTC-5) | Ecuador                         | 2:0 (0:0) | Guatemala | Toyota Park, Chicago, Estados Unidos |                                 |
|                                         | E. Valencia 82' · R. Ibarra 84' |           |           | Asistencia: 12 200 espectadores      | Asistencia: 12 200 espectadores |

| 12 de octubre de 2018, 19:30 (UTC+3) | Catar                                  | 4:3 (2:0) | Ecuador                            | Estadio Jassim bin Hamad, Doha, Catar |                                 |
|                                      | Ali 36' 68' · Afif 32' · Al-Haidos 61' |           | E. Valencia 66' 71' · Cevallos 89' | Asistencia: 10 000 espectadores       | Asistencia: 10 000 espectadores |

| 16 de octubre de 2018, 18:15 (UTC+3) | Omán | 0:0 | Ecuador | Estadio Abdullah bin Khalifa, Doha, Catar |  |
|                                      |      |     |         | Asistencia: 8036 espectadores             |  |

| 15 de noviembre de 2018, 21:15 (UTC-5) | Perú | 0:2 (0:0) | Ecuador                           | Estadio Nacional, Lima, Perú    |                                 |
|                                        |      |           | A. Valencia 47' · E. Valencia 74' | Asistencia: 28 995 espectadores | Asistencia: 28 995 espectadores |

| 20 de noviembre de 2018, 20:00 (UTC-5) | Panamá       | 1:2 (0:0) | Ecuador                        | Estadio Rommel Fernandez, Ciudad de Panamá, Panamá |                                 |
|                                        | Cummings 84' |           | Cifuente 57' · E. Valencia 88' | Asistencia: 30 121 espectadores                    | Asistencia: 30 121 espectadores |

| 21 de marzo de 2019, 19:00 (UTC-5) | Estados Unidos | 1:0 (0:0) | Ecuador | Orlando City Stadium, Orlando, Estados Unidos |                                 |
|                                    | Zardes 81'     |           |         | Asistencia: 17 544 espectadores               | Asistencia: 17 544 espectadores |

| 26 de marzo de 2019, 19:30 (UTC-4) | Honduras | 0:0 | Ecuador | Red Bull Arena, Harrison, Estados Unidos |  |
|                                    |          |     |         | Asistencia: 14 895 espectadores          |  |

| 1 de junio de 2019, (UTC-4) | Ecuador         | 1:1 (0:1) | Venezuela          | Hard Rock Stadium, Miami, Estados Unidos                   |                                                            |
|                             | E. Valencia 90' |           | Rosales 38' (pen.) | Asistencia: 10 358 espectadores Árbitro(s): Keylor Herrera | Asistencia: 10 358 espectadores Árbitro(s): Keylor Herrera |

| 9 de junio de 2019, (UTC-5) | México                                               | 3:2 (1:0) | Ecuador                       | AT&T Stadium, Arlington, Estados Unidos |                                 |
|                             | J. dos Santos 28' · L. Montes 63' · L. Rodríguez 77' |           | A. Mena 47' · A. Preciado 66' | Asistencia: 31 000 espectadores         | Asistencia: 31 000 espectadores |

## Participación

### Partidos
| Fecha       | Lugar          | Instancia      | Local   | Resultado | Visitante |
| ----------- | -------------- | -------------- | ------- | --------- | --------- |
| 16 de junio | Belo Horizonte | Fase de grupos | Uruguay | 4:0 (3:0) | Ecuador   |
| 21 de junio | Salvador       | Fase de grupos | Ecuador | 1:2 (1:1) | Chile     |
| 24 de junio | Belo Horizonte | Fase de grupos | Ecuador | 1:1 (1:1) | Japón     |

### Primera fase - Grupo C
| Selección | Pts | PJ | PG | PE | PP | GF | GC | Dif |
| --------- | --- | -- | -- | -- | -- | -- | -- | --- |
| Uruguay   | 7   | 3  | 2  | 1  | 0  | 7  | 2  | 5   |
| Chile     | 6   | 3  | 2  | 0  | 1  | 6  | 2  | 4   |
| Japón     | 2   | 3  | 0  | 2  | 1  | 3  | 7  | –4  |
| Ecuador   | 1   | 3  | 0  | 1  | 2  | 2  | 7  | –5  |

#### Uruguay vs. Ecuador
| 16 de junio   | Uruguay                                                | 4:0 (3:0) | Ecuador | Estadio Mineirão, Belo Horizonte                                                 |                                                                                  |
| 19:00 (UTC-3) | Lodeiro 6' · Cavani 33' · Suárez 44' · Mina 78' (a.g.) | Reporte   |         | Asistencia: 13 611 espectadores Árbitro(s): Anderson Daronco VAR: Wilton Sampaio | Asistencia: 13 611 espectadores Árbitro(s): Anderson Daronco VAR: Wilton Sampaio |

| 1          | Guardameta     | Fernando Muslera   |     |
| 22         | Defensa        | Martín Cáceres     |     |
| 3          | Defensa        | Diego Godín        |     |
| 2          | Defensa        | José María Giménez |     |
| 17         | Defensa        | Diego Laxalt       |     |
| 8          | Centrocampista | Nahitan Nández     | 64' |
| 5          | Centrocampista | Matías Vecino      | 81' |
| 6          | Centrocampista | Rodrigo Bentancur  |     |
| 7          | Centrocampista | Nicolás Lodeiro    | 75' |
| 9          | Delantero      | Luis Suárez        |     |
| 21         | Delantero      | Edinson Cavani     |     |
| Entrenador | Entrenador     | Óscar Tabárez      |     |

| 22         | Guardameta     | Alexander Domínguez |     |
| 17         | Defensa        | José Quintero       |     |
| 2          | Defensa        | Arturo Mina         |     |
| 21         | Defensa        | Gabriel Achilier    |     |
| 19         | Defensa        | Beder Caicedo       |     |
| 18         | Centrocampista | Jefferson Orejuela  |     |
| 15         | Centrocampista | Jefferson Intriago  |     |
| 10         | Centrocampista | Ángel Mena          | 29' |
| 16         | Delantero      | Antonio Valencia    |     |
| 13         | Delantero      | Enner Valencia      |     |
| 11         | Delantero      | Ayrton Preciado     | 46' |
| Entrenador | Entrenador     | Hernán Darío Gómez  |     |

| 16 | Centrocampista | Gastón Pereiro    | 64' |
| 14 | Centrocampista | Lucas Torreira    | 75' |
| 15 | Centrocampista | Federico Valverde | 81' |

| 4 | Defensa        | Pedro Pablo Velasco | 29' |
| 7 | Centrocampista | Romario Ibarra      | 46' |

| Anotado           | 6'  | Nicolás Lodeiro | 1–0 |
| Anotado           | 33' | Edinson Cavani  | 2–0 |
| Anotado           | 44' | Luis Suárez     | 3–0 |
| Anotado · Autogol | 78' | Arturo Mina     | 4–0 |

| Amonestado | 14' | Nicolás Lodeiro    |
| Amonestado | 63' | José María Giménez |

| Expulsado | 24' | José Quintero |

| Árbitro             | Anderson Daronco   |
| Árbitros asistentes | Marcelo Van Gasse  |
| Árbitros asistentes | Kleber Gil         |
| Cuarto árbitro      | Nicolás Gallo      |
| VAR                 | Wilton Sampaio     |
| Adicionales VAR     | Fernando Rapallini |
| Adicionales VAR     | Rodrigo Correa     |
| Observador VAR      | Sergio Correa      |
| Asesor de árbitros  | Enrique Cáceres    |

| 1          | Guardameta     | Fernando Muslera   |     |
| 22         | Defensa        | Martín Cáceres     |     |
| 3          | Defensa        | Diego Godín        |     |
| 2          | Defensa        | José María Giménez |     |
| 17         | Defensa        | Diego Laxalt       |     |
| 8          | Centrocampista | Nahitan Nández     | 64' |
| 5          | Centrocampista | Matías Vecino      | 81' |
| 6          | Centrocampista | Rodrigo Bentancur  |     |
| 7          | Centrocampista | Nicolás Lodeiro    | 75' |
| 9          | Delantero      | Luis Suárez        |     |
| 21         | Delantero      | Edinson Cavani     |     |
| Entrenador | Entrenador     | Óscar Tabárez      |     |

| 22         | Guardameta     | Alexander Domínguez |     |
| 17         | Defensa        | José Quintero       |     |
| 2          | Defensa        | Arturo Mina         |     |
| 21         | Defensa        | Gabriel Achilier    |     |
| 19         | Defensa        | Beder Caicedo       |     |
| 18         | Centrocampista | Jefferson Orejuela  |     |
| 15         | Centrocampista | Jefferson Intriago  |     |
| 10         | Centrocampista | Ángel Mena          | 29' |
| 16         | Delantero      | Antonio Valencia    |     |
| 13         | Delantero      | Enner Valencia      |     |
| 11         | Delantero      | Ayrton Preciado     | 46' |
| Entrenador | Entrenador     | Hernán Darío Gómez  |     |

| 16 | Centrocampista | Gastón Pereiro    | 64' |
| 14 | Centrocampista | Lucas Torreira    | 75' |
| 15 | Centrocampista | Federico Valverde | 81' |

| 4 | Defensa        | Pedro Pablo Velasco | 29' |
| 7 | Centrocampista | Romario Ibarra      | 46' |

| Anotado           | 6'  | Nicolás Lodeiro | 1–0 |
| Anotado           | 33' | Edinson Cavani  | 2–0 |
| Anotado           | 44' | Luis Suárez     | 3–0 |
| Anotado · Autogol | 78' | Arturo Mina     | 4–0 |

| Amonestado | 14' | Nicolás Lodeiro    |
| Amonestado | 63' | José María Giménez |

| Expulsado | 24' | José Quintero |

| Árbitro             | Anderson Daronco   |
| Árbitros asistentes | Marcelo Van Gasse  |
| Árbitros asistentes | Kleber Gil         |
| Cuarto árbitro      | Nicolás Gallo      |
| VAR                 | Wilton Sampaio     |
| Adicionales VAR     | Fernando Rapallini |
| Adicionales VAR     | Rodrigo Correa     |
| Observador VAR      | Sergio Correa      |
| Asesor de árbitros  | Enrique Cáceres    |

| \| Estadísticas \| \| \| \| Tiros \| 16 \| 2 \| \| Tiros a puerta \| 7 \| 1 \| \| Faltas \| 12 \| 12 \| \| Saques de esquina \| 9 \| 1 \| \| Penaltis \| 0 \| 0 \| \| Fueras de juego \| 4 \| 0 \| \| Posesión de balón \| 61% \| 39% \| | Alineación inicial |                    |
| Estadísticas | Bandera de Uruguay | Bandera de Ecuador |
| Tiros | 16                 | 2                  |
| Tiros a puerta | 7                  | 1                  |
| Faltas | 12                 | 12                 |
| Saques de esquina | 9                  | 1                  |
| Penaltis | 0                  | 0                  |
| Fueras de juego | 4                  | 0                  |
| Posesión de balón | 61%                | 39%                |

#### Ecuador vs. Chile
| 21 de junio   | Ecuador                | 1:2 (1:1) | Chile                       | Arena Fonte Nova, Salvador                                                         |                                                                                    |
| 20:00 (UTC-3) | E. Valencia 26' (pen.) | Reporte   | Fuenzalida 8' · Sánchez 51' | Asistencia: 14 727 espectadores Árbitro(s): Patricio Loustau VAR: Jesús Valenzuela | Asistencia: 14 727 espectadores Árbitro(s): Patricio Loustau VAR: Jesús Valenzuela |

| 22         | Guardameta     | Alexander Domínguez |     |
| 4          | Defensa        | Pedro Pablo Velasco |     |
| 21         | Defensa        | Gabriel Achilier    |     |
| 3          | Defensa        | Robert Arboleda     |     |
| 6          | Defensa        | Cristian Ramírez    |     |
| 23         | Centrocampista | Jhegson Méndez      | 60' |
| 8          | Centrocampista | Carlos Gruezo       |     |
| 18         | Centrocampista | Jefferson Orejuela  |     |
| 10         | Delantero      | Ángel Mena          | 82' |
| 13         | Delantero      | Enner Valencia      |     |
| 7          | Delantero      | Romario Ibarra      | 69' |
| Entrenador | Entrenador     | Hernán Darío Gómez  |     |

| 1          | Guardameta     | Gabriel Arias         |       |
| 4          | Defensa        | Mauricio Isla         |       |
| 17         | Defensa        | Gary Medel            |       |
| 3          | Defensa        | Guillermo Maripán     |       |
| 15         | Defensa        | Jean Beausejour       |       |
| 13         | Centrocampista | Erick Pulgar          |       |
| 20         | Centrocampista | Charles Aránguiz      |       |
| 8          | Centrocampista | Arturo Vidal          | 90+2' |
| 6          | Delantero      | José Pedro Fuenzalida | 70'   |
| 11         | Delantero      | Eduardo Vargas        | 86'   |
| 7          | Delantero      | Alexis Sánchez        |       |
| Entrenador | Entrenador     | Reinaldo Rueda        |       |

| 16 | Centrocampista | Antonio Valencia | 60' |
| 9  | Delantero      | Carlos Garcés    | 69' |
| 11 | Centrocampista | Ayrton Preciado  | 82' |

| 5  | Defensa        | Paulo Díaz      | 70'   |
| 16 | Centrocampista | Pablo Hernández | 86'   |
| 18 | Defensa        | Gonzalo Jara    | 90+2' |

| Anotado · Penal | 26' | Enner Valencia | 1–1 |

| Anotado | 8'  | José Pedro Fuenzalida | 0–1 |
| Anotado | 51' | Alexis Sánchez        | 1–2 |

| Amonestado | 3'    | Jhegson Méndez      |
| Amonestado | 34'   | Ángel Mena          |
| Amonestado | 78'   | Robert Arboleda     |
| Amonestado | 81'   | Carlos Gruezo       |
| Amonestado | 90+6' | Pedro Pablo Velasco |

| Amonestado | 44' | Gabriel Arias   |
| Amonestado | 52' | Jean Beausejour |
| Amonestado | 82' | Mauricio Isla   |
| Amonestado | 86' | Arturo Vidal    |

| Expulsado | 89' | Gabriel Achilier |

| Árbitro             | Patricio Loustau    |
| Árbitros asistentes | Juan Pablo Belatti  |
| Árbitros asistentes | Ezequiel Brailovsky |
| Cuarto árbitro      | Jesús Valenzuela    |
| VAR                 | Wilmar Roldán       |
| Adicionales VAR     | Mario Díaz de Vivar |
| Adicionales VAR     | Alexander León      |
| Observador VAR      | Alício Pena Júnior  |
| Asesor de árbitros  | Henry Gambetta      |

| 22         | Guardameta     | Alexander Domínguez |     |
| 4          | Defensa        | Pedro Pablo Velasco |     |
| 21         | Defensa        | Gabriel Achilier    |     |
| 3          | Defensa        | Robert Arboleda     |     |
| 6          | Defensa        | Cristian Ramírez    |     |
| 23         | Centrocampista | Jhegson Méndez      | 60' |
| 8          | Centrocampista | Carlos Gruezo       |     |
| 18         | Centrocampista | Jefferson Orejuela  |     |
| 10         | Delantero      | Ángel Mena          | 82' |
| 13         | Delantero      | Enner Valencia      |     |
| 7          | Delantero      | Romario Ibarra      | 69' |
| Entrenador | Entrenador     | Hernán Darío Gómez  |     |

| 1          | Guardameta     | Gabriel Arias         |       |
| 4          | Defensa        | Mauricio Isla         |       |
| 17         | Defensa        | Gary Medel            |       |
| 3          | Defensa        | Guillermo Maripán     |       |
| 15         | Defensa        | Jean Beausejour       |       |
| 13         | Centrocampista | Erick Pulgar          |       |
| 20         | Centrocampista | Charles Aránguiz      |       |
| 8          | Centrocampista | Arturo Vidal          | 90+2' |
| 6          | Delantero      | José Pedro Fuenzalida | 70'   |
| 11         | Delantero      | Eduardo Vargas        | 86'   |
| 7          | Delantero      | Alexis Sánchez        |       |
| Entrenador | Entrenador     | Reinaldo Rueda        |       |

| 16 | Centrocampista | Antonio Valencia | 60' |
| 9  | Delantero      | Carlos Garcés    | 69' |
| 11 | Centrocampista | Ayrton Preciado  | 82' |

| 5  | Defensa        | Paulo Díaz      | 70'   |
| 16 | Centrocampista | Pablo Hernández | 86'   |
| 18 | Defensa        | Gonzalo Jara    | 90+2' |

| Anotado · Penal | 26' | Enner Valencia | 1–1 |

| Anotado | 8'  | José Pedro Fuenzalida | 0–1 |
| Anotado | 51' | Alexis Sánchez        | 1–2 |

| Amonestado | 3'    | Jhegson Méndez      |
| Amonestado | 34'   | Ángel Mena          |
| Amonestado | 78'   | Robert Arboleda     |
| Amonestado | 81'   | Carlos Gruezo       |
| Amonestado | 90+6' | Pedro Pablo Velasco |

| Amonestado | 44' | Gabriel Arias   |
| Amonestado | 52' | Jean Beausejour |
| Amonestado | 82' | Mauricio Isla   |
| Amonestado | 86' | Arturo Vidal    |

| Expulsado | 89' | Gabriel Achilier |

| Árbitro             | Patricio Loustau    |
| Árbitros asistentes | Juan Pablo Belatti  |
| Árbitros asistentes | Ezequiel Brailovsky |
| Cuarto árbitro      | Jesús Valenzuela    |
| VAR                 | Wilmar Roldán       |
| Adicionales VAR     | Mario Díaz de Vivar |
| Adicionales VAR     | Alexander León      |
| Observador VAR      | Alício Pena Júnior  |
| Asesor de árbitros  | Henry Gambetta      |

| \| Estadísticas \| \| \| \| Tiros \| 7 \| 10 \| \| Tiros a puerta \| 2 \| 3 \| \| Faltas \| 22 \| 22 \| \| Saques de esquina \| 3 \| 5 \| \| Penaltis \| 1 \| 0 \| \| Fueras de juego \| 0 \| 1 \| \| Posesión de balón \| 54% \| 46% \| | Alineación inicial |                  |
| Estadísticas | Bandera de Ecuador | Bandera de Chile |
| Tiros | 7                  | 10               |
| Tiros a puerta | 2                  | 3                |
| Faltas | 22                 | 22               |
| Saques de esquina | 3                  | 5                |
| Penaltis | 1                  | 0                |
| Fueras de juego | 0                  | 1                |
| Posesión de balón | 54%                | 46%              |

#### Ecuador vs. Japón
| 24 de junio   | Ecuador  | 1:1 (1:1) | Japón        | Estadio Mineirão, Belo Horizonte                                                   |                                                                                    |
| 20:00 (UTC-3) | Mena 35' | Reporte   | Nakajima 15' | Asistencia: 7623 espectadores Árbitro(s): Jesús Valenzuela VAR: Fernando Rapallini | Asistencia: 7623 espectadores Árbitro(s): Jesús Valenzuela VAR: Fernando Rapallini |

| 22         | Guardameta     | Alexander Domínguez |     |
| 4          | Defensa        | Pedro Pablo Velasco |     |
| 2          | Defensa        | Arturo Mina         |     |
| 3          | Defensa        | Robert Arboleda     |     |
| 6          | Defensa        | Cristian Ramírez    |     |
| 8          | Centrocampista | Carlos Gruezo       |     |
| 18         | Centrocampista | Jefferson Orejuela  |     |
| 23         | Centrocampista | Jhegson Méndez      | 46' |
| 10         | Delantero      | Ángel Mena          | 74' |
| 13         | Delantero      | Enner Valencia      |     |
| 7          | Delantero      | Romario Ibarra      | 83' |
| Entrenador | Entrenador     | Hernán Darío Gómez  |     |

| 1          | Guardameta     | Eiji Kawashima    |     |
| 19         | Defensa        | Tomoki Iwata      |     |
| 5          | Defensa        | Naomichi Ueda     |     |
| 16         | Defensa        | Takehiro Tomiyasu |     |
| 2          | Defensa        | Daiki Sugioka     |     |
| 7          | Centrocampista | Gaku Shibasaki    |     |
| 4          | Centrocampista | Ko Itakura        | 88' |
| 11         | Centrocampista | Kōji Miyoshi      | 82' |
| 21         | Centrocampista | Takefusa Kubo     |     |
| 10         | Centrocampista | Shōya Nakajima    |     |
| 18         | Delantero      | Shinji Okazaki    | 66' |
| Entrenador | Entrenador     | Hajime Moriyasu   |     |

| 11 | Centrocampista | Ayrton Preciado  | 46' |
| 20 | Centrocampista | Andrés Chicaiza  | 74' |
| 16 | Centrocampista | Antonio Valencia | 83' |

| 13 | Delantero      | Ayase Ueda   | 66' |
| 20 | Centrocampista | Hiroki Abe   | 82' |
| 9  | Delantero      | Daizen Maeda | 88' |

| Anotado | 35' | Ángel Mena | 1–1 |

| Anotado | 15' | Shōya Nakajima | 0–1 |

| Amonestado | 72' | Robert Arboleda  |
| Amonestado | 83' | Antonio Valencia |
| Amonestado | 89' | Andrés Chicaiza  |

| Amonestado | 31' | Takehiro Tomiyasu |

| Árbitro             | Jesús Valenzuela   |
| Árbitros asistentes | Luis Murillo       |
| Árbitros asistentes | Rodrigo Correa     |
| Cuarto árbitro      | Wilmar Roldán      |
| VAR                 | Fernando Rapallini |
| Adicionales VAR     | Nicolás Gallo      |
| Adicionales VAR     | Alexander León     |
| Observador VAR      | Sergio Correa      |
| Asesor de árbitros  | Enrique Cáceres    |

| 22         | Guardameta     | Alexander Domínguez |     |
| 4          | Defensa        | Pedro Pablo Velasco |     |
| 2          | Defensa        | Arturo Mina         |     |
| 3          | Defensa        | Robert Arboleda     |     |
| 6          | Defensa        | Cristian Ramírez    |     |
| 8          | Centrocampista | Carlos Gruezo       |     |
| 18         | Centrocampista | Jefferson Orejuela  |     |
| 23         | Centrocampista | Jhegson Méndez      | 46' |
| 10         | Delantero      | Ángel Mena          | 74' |
| 13         | Delantero      | Enner Valencia      |     |
| 7          | Delantero      | Romario Ibarra      | 83' |
| Entrenador | Entrenador     | Hernán Darío Gómez  |     |

| 1          | Guardameta     | Eiji Kawashima    |     |
| 19         | Defensa        | Tomoki Iwata      |     |
| 5          | Defensa        | Naomichi Ueda     |     |
| 16         | Defensa        | Takehiro Tomiyasu |     |
| 2          | Defensa        | Daiki Sugioka     |     |
| 7          | Centrocampista | Gaku Shibasaki    |     |
| 4          | Centrocampista | Ko Itakura        | 88' |
| 11         | Centrocampista | Kōji Miyoshi      | 82' |
| 21         | Centrocampista | Takefusa Kubo     |     |
| 10         | Centrocampista | Shōya Nakajima    |     |
| 18         | Delantero      | Shinji Okazaki    | 66' |
| Entrenador | Entrenador     | Hajime Moriyasu   |     |

| 11 | Centrocampista | Ayrton Preciado  | 46' |
| 20 | Centrocampista | Andrés Chicaiza  | 74' |
| 16 | Centrocampista | Antonio Valencia | 83' |

| 13 | Delantero      | Ayase Ueda   | 66' |
| 20 | Centrocampista | Hiroki Abe   | 82' |
| 9  | Delantero      | Daizen Maeda | 88' |

| Anotado | 35' | Ángel Mena | 1–1 |

| Anotado | 15' | Shōya Nakajima | 0–1 |

| Amonestado | 72' | Robert Arboleda  |
| Amonestado | 83' | Antonio Valencia |
| Amonestado | 89' | Andrés Chicaiza  |

| Amonestado | 31' | Takehiro Tomiyasu |

| Árbitro             | Jesús Valenzuela   |
| Árbitros asistentes | Luis Murillo       |
| Árbitros asistentes | Rodrigo Correa     |
| Cuarto árbitro      | Wilmar Roldán      |
| VAR                 | Fernando Rapallini |
| Adicionales VAR     | Nicolás Gallo      |
| Adicionales VAR     | Alexander León     |
| Observador VAR      | Sergio Correa      |
| Asesor de árbitros  | Enrique Cáceres    |

| \| Estadísticas \| \| \| \| Tiros \| 16 \| 16 \| \| Tiros a puerta \| 3 \| 7 \| \| Faltas \| 14 \| 16 \| \| Saques de esquina \| 4 \| 3 \| \| Penaltis \| 0 \| 0 \| \| Fueras de juego \| 3 \| 1 \| \| Posesión de balón \| 49% \| 51% \| | Alineación inicial |                  |
| Estadísticas | Bandera de Ecuador | Bandera de Japón |
| Tiros | 16                 | 16               |
| Tiros a puerta | 3                  | 7                |
| Faltas | 14                 | 16               |
| Saques de esquina | 4                  | 3                |
| Penaltis | 0                  | 0                |
| Fueras de juego | 3                  | 1                |
| Posesión de balón | 49%                | 51%              |

## Estadísticas

### Participación de jugadores
| N.° | Pos        | Jugador             | PJ | Minutos jugados | Goles recibidos | Atajos | Tarjetas amarillas | Doble tarjeta amarilla y roja | Tarjetas rojas |
| --- | ---------- | ------------------- | -- | --------------- | --------------- | ------ | ------------------ | ----------------------------- | -------------- |
| 1   | Guardameta | Máximo Banguera     | 0  | 0               | 0               | 0      | 0                  | 0                             | 0              |
| 12  | Guardameta | Pedro Ortiz         | 0  | 0               | 0               | 0      | 0                  | 0                             | 0              |
| 22  | Guardameta | Alexander Domínguez | 3  | 270             | 7               | 11     | 0                  | 0                             | 0              |

| N.° | Pos            | Jugador             | PJ | Minutos jugados | Goles | Asistencias | Tarjetas Amarillas | Doble tarjeta amarilla y roja | Tarjetas rojas |
| --- | -------------- | ------------------- | -- | --------------- | ----- | ----------- | ------------------ | ----------------------------- | -------------- |
| 2   | Defensa        | Arturo Mina         | 2  | 180             | 0     | 0           | 0                  | 0                             | 0              |
| 3   | Defensa        | Robert Arboleda     | 2  | 180             | 0     | 0           | 2                  | 0                             | 0              |
| 4   | Defensa        | Pedro Pablo Velasco | 3  | 241             | 0     | 0           | 1                  | 0                             | 0              |
| 5   | Centrocampista | Renato Ibarra       | 0  | 0               | 0     | 0           | 0                  | 0                             | 0              |
| 6   | Defensa        | Cristian Ramírez    | 2  | 180             | 0     | 0           | 0                  | 0                             | 0              |
| 7   | Centrocampista | Romario Ibarra      | 3  | 197             | 0     | 0           | 0                  | 0                             | 0              |
| 8   | Centrocampista | Carlos Gruezo       | 2  | 180             | 0     | 0           | 1                  | 0                             | 0              |
| 9   | Delantero      | Carlos Garcés       | 1  | 21              | 0     | 0           | 0                  | 0                             | 0              |
| 10  | Delantero      | Ángel Mena          | 3  | 185             | 1     | 0           | 1                  | 0                             | 0              |
| 11  | Centrocampista | Ayrton Preciado     | 3  | 98              | 0     | 0           | 0                  | 0                             | 0              |
| 13  | Delantero      | Enner Valencia      | 3  | 270             | 1     | 0           | 0                  | 0                             | 0              |
| 14  | Defensa        | Xavier Arreaga      | 0  | 0               | 0     | 0           | 0                  | 0                             | 0              |
| 15  | Centrocampista | Jefferson Intriago  | 1  | 90              | 0     | 0           | 0                  | 0                             | 0              |
| 16  | Centrocampista | Antonio Valencia    | 3  | 127             | 0     | 0           | 1                  | 0                             | 0              |
| 17  | Defensa        | José Quintero       | 1  | 24              | 0     | 0           | 0                  | 0                             | 1              |
| 18  | Centrocampista | Jefferson Orejuela  | 3  | 270             | 0     | 0           | 0                  | 0                             | 0              |
| 19  | Defensa        | Beder Caicedo       | 1  | 90              | 0     | 0           | 0                  | 0                             | 0              |
| 20  | Centrocampista | Andrés Chicaiza     | 1  | 16              | 0     | 0           | 1                  | 0                             | 0              |
| 21  | Defensa        | Gabriel Achilier    | 2  | 179             | 0     | 0           | 0                  | 0                             | 1              |
| 23  | Centrocampista | Jhegson Méndez      | 2  | 105             | 0     | 0           | 1                  | 0                             | 0              |

### Goleadores
| N.°   | Jugador        | Anotado | PJ | Prom. | Jugada | Cabeza | TL | Penal |
| ----- | -------------- | ------- | -- | ----- | ------ | ------ | -- | ----- |
| 1     | Ángel Mena     | 1       | 3  | 0.33  | 1      | 0      | 0  | 0     |
| 1     | Enner Valencia | 1       | 3  | 0.33  | 0      | 0      | 0  | 1     |
| Total | Total          | 2       | 3  | 0.67  | 1      | 0      | 0  | 1     |